# Hot Since 82
Daley Padley, más conocido por su nombre artístico Hot Since 82, es un DJ británico, productor de música house y ganador del DJ Awards (2015), actualmente residente en Leeds, Reino Unido. Ha lanzado música bajo el apodo Hot Since 82 desde 2012.

## Vida personal
Padley ingresó a la escena de la música electrónica a una edad temprana, comenzando a frecuentar los clubes nocturnos del área a la edad de 14 años. Su educación como DJ comenzó a los 17 años, tocando sets de 12 a 13 h cada domingo en un club de su ciudad natal (bajo su nombre de nacimiento).  Su residencia pronto se convirtió en uno de los principales destinos para después de la fiesta para los clubbers de la zona. A medida que se corría la voz, la notoriedad de Padley aumentó, lo que resultó en una residencia en 2006 en Cream Ibiza en Amnesia Ibiza bajo la bandera del club de Leeds Glasshouse.

## Carrera
En 2010, Padley asistía a una afterparty en Ibiza cuando la música se cortó de repente. Conectó su iPhone a los altavoces de la fiesta y, accidentalmente, comenzó a reproducirse uno de sus trabajos en progreso. Aunque Padley admitió no haber hecho la canción con la intención de lanzarla, las reacciones en la fiesta fueron rotundamente positivas, lo que hizo que se pusiera en contacto con su amigo Danish DJ/Producer Noir, quien dirige el sello discográfico Noir Recordings. Noir quedó impresionado y lo lanzó en su sello. Let It Ride salió en Noir Music el 5 de septiembre de 2011, alcanzando el número tres en la lista Deep House de Beatport. En ese momento comenzó la carrera de Hot Since 82.
Saliendo del anonimato, Padley ha aparecido recientemente en una variedad de medios de música electrónica ampliamente populares. Después de un año de lanzar su música, Padley apareció en el programa Essential Mix de Pete Tong en BBC Radio 1 en agosto de 2013, con un set exclusivo de 2 h.
Poco después, Padley fue comisionado para una remezcla de la música electrónica pionera de Green Velvet, también conocida como la canción de Curtis Jones, Bigger than Prince. La canción fue lanzada en septiembre de 2013 y alcanzó el número 1 en las listas de música dance de Beatport.
Lanzó su primer álbum de larga duración, Little Black Book, en octubre de 2013 en Moda Black Records, con colaboraciones con Joe T Vannelli y Thomas Gandey, así como remixes de Rudimental y Shadow Child.
Padley lanzó su propia compañía discográfica, Knee Deep in Sound, en 2014, en la que espera lanzar música de artistas emergentes con un sonido underground "de vinilo".
El sitio web de música electrónica Dancing Astronaut clasificó a Hot Since 82 en el número 7 en su lista de los 25 principales productores de Techno y Deep House de 2013.
En abril de 2014, Hot Since 82 apareció en portada de Mixmag, con una mezcla reciente suya como la 'mezcla de portada' de la revista.
Padley apareció en Essential Mix de Pete Tong en julio de 2015; tocando una grabación especial completa de 3 h de su set de ENTER en Space Ibiza.
Padley ha viajado por Europa y América del Norte y ha encabezado muchos de los principales festivales de música electrónica del mundo, incluidos Creamfields y WMC.
En 2017, Padley fue nominado a Productor del año en los Electronic Music Awards.
El 23 de mayo de 2019, Padley anunció el documental Even Deeper Brazil que explora la cultura de la danza y la música en Brasil.

## Discografía

### Álbumes
- 2020: Recovery (Knee Deep In Sound)
- 2019: 8-track (Knee Deep In Sound)
- 2013: Little Black Book (Moda Black)

### EP
- 2012: Forty Shorty (Get Physical Music)
- 2012: Hot Jams Volume 1 (Noir Music)
- 2013: Hurt You (Moda Black)
- 2013: Hot James Volume 2 (Noir Music)
- 2014: Planes and Trains Remixes (Suara)
- 2014: Ft. Alex Mills - Restless (Knee Deep In Sound)
- 2015: Ft. Alex Mills - The Core (Knee Deep In Sound)
- 2015: Voices (Free download)
- 2015: Play the room  (Saved Records)
- 2015: Leave me/Sundown (Dubfire and Audiofly Remixes) (Moda Black)
- 2015: Veins/Damage  (Truesoul)

### Singles
- 2013: Shadows (Ultra Records)
- 2014: Hot Since 82 Vs. Joe T Vannelli Feat. Csilla – The End (Moda Black)
- 2015: Damage (Truesoul)
- 2016: Yourself (Knee Deep In Sound)
- 2018: Bloodlines (Knee Deep In Sound)[10]

### DJ Mixes
- 2019: BBC Radio 1's Essential Mix
- 2014: Knee Deep in Sound (Knee Deep In Sound/Ultra)
- 2014: Summer HotCast 2014
- 2014: Knee Deep in Mixmag (Mixmag)
- 2013: Knee Deep In 2013
- 2013: BBC Radio 1's Essential Mix

### Remixes
- 2012: Shadow Child - So High (Hot Since 82 Remix)
- 2012: Yousef - Beg (Hot Since 82 Future Remix)
- 2013: Thomas Schumacher - Every Little Piece (Hot Since 82 Remix)
- 2013: Green Velvet - Bigger Than Prince (Hot Since 82 Remix)
- 2013: Rudimental - Right Here (Hot Since 82 Remix)
- 2014: Noir & Hayze - Angel (Hot Since 82 Vocal Remix)
- 2016: Krankbrother - Circular Thing (Hot Since 82 Remix)